# ديفيد غوس
ديفيد غوس (بالإنجليزية: David Goss)‏ هو رياضياتي أمريكي، ولد في 20 أبريل 1952، وتوفي في 4 أبريل 2017.